# Jacinto Heliodoro de Aguiar Loureiro
Jacinto Heliodoro Faria de Aguiar de Loureiro (Lisboa, 3 de Julho de 1806 - ?) foi um jornalista, dramaturgo e escritor português.

## Biografia
Foi filho de Francisco de Assis de Faria e Aguiar de Loureiro e de sua mulher D. Inácia Joaquina de Lima e Carvalho.
Viveu os primeiros anos na Quinta dos Loureiros, na Freguesia de São Bartolomeu da Charneca, no Concelho de Lisboa. Como filho único de grande Proprietário coube-lhe, em 1823, a obrigação de entrar, como Oficial de Milícias, no serviço militar. Todavia, seu pai preferiu que seu filho cumprisse o seu dever assentando Praça em tropa de linha, o que sucedeu no Regimento de Infantaria N.º 13 ou Terço de Peniche. Aí se conservou, já como Cadete, até 1828, data em que abandonou o serviço por decisão da Junta de Saúde. Por essa ocasião, contraíu matrimónio e foi fixar residência na Quinta de Albergaria, Comarca de Santarém, onde se conservou, entregue aos cuidados da lavoura, até 1835, data em que veio a Lisboa, entregando-se então, com afinco, ao estudo.
Colaborou na "Semana", em artigos sobre agricultura, e, mais tarde, foi Sócio da Academia dos Pacíficos e, depois, do Ateneu Lisbonense das Ciências e das Letras, do qual foi Vice-Presidente. Por último, foi viver para o Alentejo, onde teve o lugar de Inspector da linha postal do Sul.

### Obra[3]
Colaborou em inúmeros jornais, como: 
- "A Razão"
- "A Ilustração"
- "Correio das Damas"
- "Diário do Governo"
- "O Portugal Velho"
- "A Nação"

Alguns dos dramas que compôs foram à cena mas não foram publicados, como: 
- O Tragamouros
- Zoroastro
- D. Mencia
- O Rei da Ericeira (Revisto e Aumentado por Júlio de Castilho)
- etc.

Publicou: 
- Álvaro Gonçalves, o Magriço, e os doze de Inglaterra, drama histórico original, aprovado pelo Conservatório R. de Lisboa para a inauguração do teatro de D. Maria II, Lisboa, 1846
- O Jardim Literário, 3 Volumes, Lisboa, 1847-1848
- Semana, Tomo I, ?, 1850
- Atalaia Católica, Braga, 1853, do qual foi Redactor até ao N.º 29
- A Missão, jornal religioso, Lisboa, 1854